# Logfia
Logfia là một chi thực vật có hoa trong họ Cúc (Asteraceae).

## Loài
Chi Logfia gồm các loài: